# Cosmic Thing
Cosmic Thing è il quinto album in studio del gruppo musicale new wave statunitense The B-52's, pubblicato nel 1989.

## Tracce
1. Cosmic Thing – 4:50
2. Dry County – 4:54
3. Deadbeat Club – 4:45
4. Love Shack – 5:21
5. Junebug – 5:04
6. Roam – 4:54
7. Bushfire – 4:58
8. Channel Z – 4:49
9. Topaz – 4:20
10. Follow Your Bliss – 4:08

## Formazione
- Kate Pierson - voce, tastiere
- Fred Schneider - voce, percussioni
- Keith Strickland - voce, tastiere
- Cindy Wilson - voce